# Cantó de Selhac
El cantó de Selhac és un cantó francès del departament de la Corresa, situat al districte de Tula. Té 9 municipis i el cap és Selhac.

## Municipis
- Beu Mont
- Chamboliva
- Chantau
- La Grauliera
- Pèira Ficha
- Sent Clement
- Sent Jal
- Sent Salvador
- Selhac

## Història
| Data d'elecció                           | Identitat      | Partit | Qualitat |
| ---------------------------------------- | -------------- | ------ | -------- |
| 1970-1988                                | René Chauffour | PCF    |          |
| 1988-                                    | Noël Martinie  | PS     |          |
| les dades anteriors no són pas conegudes |                |        |          |
|                                          |                |        |          |

| 1962  | 1968  | 1975  | 1982  | 1990  | 1999  | 2006  |
| ----- | ----- | ----- | ----- | ----- | ----- | ----- |
| 6.143 | 6.862 | 6.269 | 6.270 | 6.250 | 6.330 | 6.995 |